# زبان نوبی
زبان نوبی یا کی-نوبی یکی از کریولهای عربی سودانی است که در اوگاندا پیرامون بومبو و در کنیا پیرامون کیبرا تکلم می‌شود. این زبان در میان نسل سربازان سودانی امین پاشا که به دستور دولت استعمار انگلیس در این مناطق ساکن شدند، کاربرد دارد. در سال ۱۹۹۱، حدود ۱۵٬۰۰۰ نفر در اوگاندا و ۱۰٬۰۰۰ نفر در کنیا و براساس تخمینی در سال ۲۰۰۱ نیز ۵۰٬۰۰۰ نفر بدین زبان سخن می‌گفتند.
۹۰٪ واژگان این زبان از عربی است ولی دستور آن ساده شده‌است. تجمع گویشوران نوبی بیشتر در نایروبی است. نوبی همچنین دارای فرایندهای پیشوندی، پسوندی و ترکیبی زبان عربی است.